# Pierre Ossian Bonnet

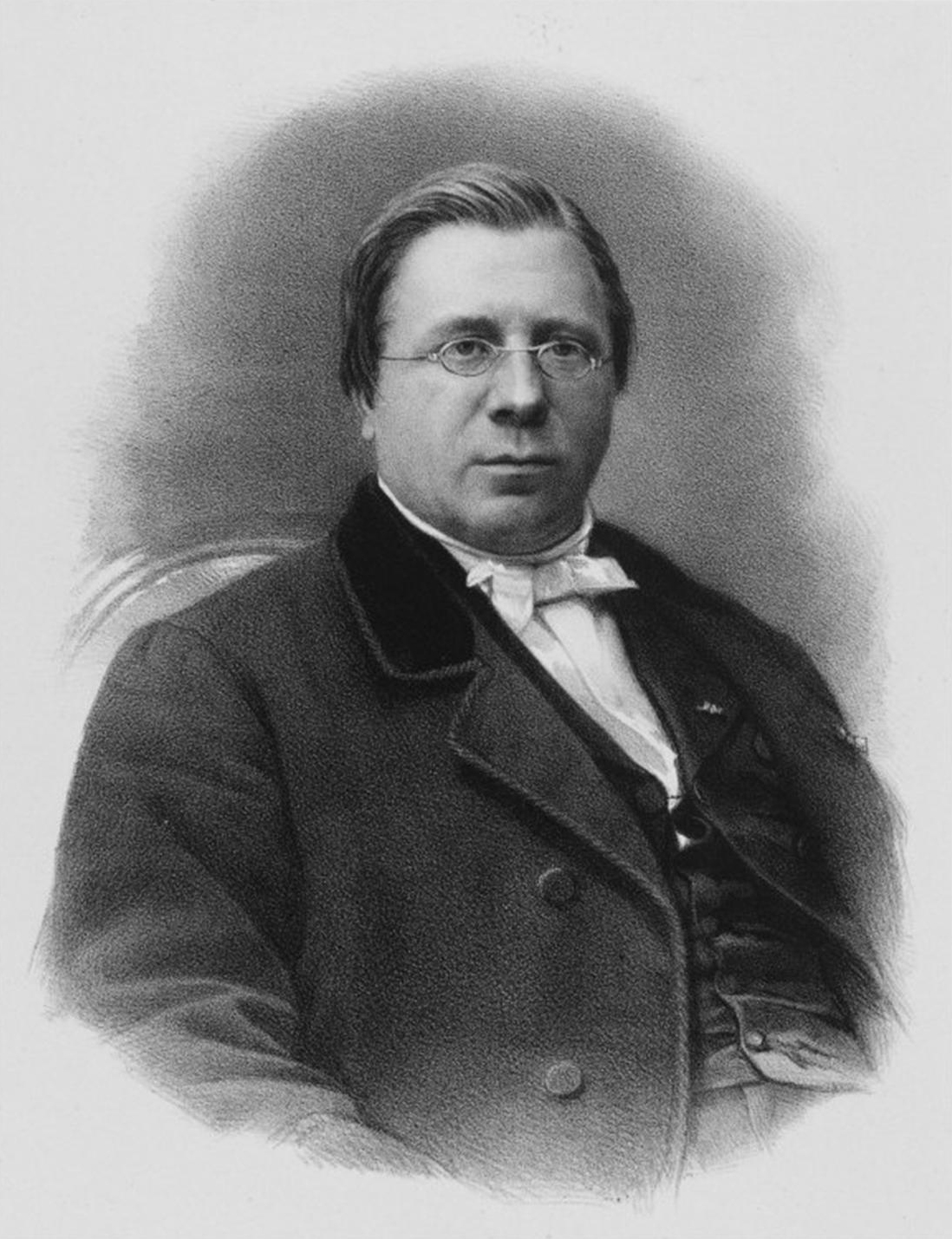
Pierre Ossian Bonnet

Pierre Ossian Bonnet (Montpellier, 22 december 1819 – Parijs, 22 juni 1892) was een Frans wiskundige. Hij leverde een aantal belangrijke bijdragen aan de differentiaalmeetkunde van oppervlakken, waaronder de stelling van Gauss-Bonnet.
Bonnet bezocht het Collège in Montpellier. In 1838 begon hij zijn studies aan de École polytechnique in Parijs. Hij studeerde ook aan de École nationale des ponts et chaussées. Na zijn afstuderen kreeg hij een functie als ingenieur. Na enig nadenken besloot Bonnet in plaats daarvan voor een loopbaan in het onderwijs en wiskundig onderzoek.
Bonnet heeft belangrijk werk verricht op het gebied van de differentiaalmeetkunde. Naast Bonnet werkten in Frankrijk in zijn tijd ook Joseph Serret, Jean Frenet, Joseph Bertrand en Pierre Puiseux aan dit onderwerp. Bonnet leverde een belangrijke bijdrage door de invoering van het begrip geodetische kromming. Een formule voor de lijnintegraal van de geodetische kromming langs een gesloten kromme staat bekend als de stelling van Gauss-Bonnet. Gauss publiceerde een speciaal geval van deze stelling.